# Zvezdara Belgrad
Fudbalski Klub Zvezdara Belgrad (serb.: Фудбалски Kлуб Звездара Београд) – serbski klub piłkarski z siedzibą w stolicy Serbii – Belgradzie, z dzielnicy Bulbulder (Gmina miejska Zvezdara). Został utworzony w 1951 roku, jako FK Bulbulderac. Obecnie występuje w Srpskiej lidze (3. poziom serbskich rozgrywek piłkarskich), w grupie Beograd. 

## Historia
Klub został założony w roku 1951 jako FK Bulbulderac. W 1960 roku zmienił nazwę na BSK. W 1974 roku klub ponownie zmienił nazwę na OFK Zvezdara i pod tą nazwą występował do 2002 roku. Po połączeniu z klubem FK Srem Sremska Mitrovica w 2002 roku zakończył swoją działalność. W 2002 roku klub wznowił działalność jako FK Bulbulderac i od sezonu 2003/04 rozpoczął występy w rozgrywkach od najniższego poziomu serbskich rozgrywek piłkarskich. W 2013 roku ponownie zmienił nazwę na FK Zvezdara.
W czasach Federalnej Republiki Jugosławii najwyższym poziomem rozgrywek piłkarskich w których "OFK Zvezdara" występował to rozgrywki Prvej ligi SR Јugoslavije, gdzie klub występował 1 sezon: 2001/02 oraz 5 sezonów w rozgrywkach Drugiej ligi SR Јugoslavije: sezony 1996/97-2000/01. 

## Stadion
Klub rozgrywa swoje mecze domowe na stadionie Stadion na Bulbulderu w Belgradzie, w dzielnicy Bulbulder (Gmina miejska Zvezdara), który może pomieścić 2.000 widzów.

## Sezony
| Sezon                          | Liga                                              | Poziom | Miejsce |
| Federalna Republika Jugosławii |                                                   |        |         |
| 1999/00                        | Druga liga SR Јugoslavije – Grupa Sjever (Północ) | II     | 4       |
| 2000/01                        | Druga liga SR Јugoslavije – Grupa Istok (Wschód)  | II     | 1       |
| 2001/02                        | Prva liga SR Јugoslavije                          | I      | 16 *    |
| 2002/03                        | brak drużyny seniorów w rozgrywkach ligowych      | -      | -       |
| Serbia i Czarnogóra            |                                                   |        |         |
| 2003/04                        | Međuopštinska liga Beograd                        | VII    | ?       |
| 2004/05                        | Međuopštinska liga Beograd                        | VII    | ?       |
| 2005/06                        | Druga Beogradska liga                             | VI     | ?       |
| Serbia                         |                                                   |        |         |
| 2006/07                        | Druga Beogradska liga                             | VI     | 2       |
| 2007/08                        | Prva Beogradska liga                              | V      | 10      |
| 2008/09                        | Prva Beogradska liga                              | V      | 5       |
| 2009/10                        | Prva Beogradska liga                              | V      | 2       |
| 2010/11                        | Zonska liga (Beogradska zona)                     | IV     | 10      |
| 2011/12                        | Zonska liga (Beogradska zona)                     | IV     | 7       |
| 2012/13                        | Zonska liga (Beogradska zona)                     | IV     | 9       |
| 2013/14                        | Zonska liga (Beogradska zona)                     | IV     | 8       |
| 2014/15                        | Zonska liga (Beogradska zona)                     | IV     | 10      |
| 2015/16                        | Zonska liga (Beogradska zona)                     | IV     | 9       |
| 2016/17                        | Zonska liga (Beogradska zona)                     | IV     | 6       |
| 2017/18                        | Zonska liga (Beogradska zona)                     | IV     | 2       |
| 2018/19                        | Srpska liga (Grupa Beograd)                       | III    | 8       |
| 2019/20                        | Srpska liga (Grupa Beograd)                       | III    | 2 **    |
| 2020/21                        | Srpska liga (Grupa Beograd)                       | III    | ?       |

 * Po sezonie 2001/02 OFK Zvezdara Belgrad oraz FK Srem Sremska Mitrovica (12 spadkowe miejsce w Srpskiej lidze Vojvodina) połączyły się i w sezonie 2002/03 będą występowały jako FK Srem Sremska Mitrovica w Drugiej lidze SR Jugoslavije. W 2002 roku klub wznowił działalność jako FK Bulbulderac i od sezonu 2003/04 rozpoczął występy w rozgrywkach od najniższego poziomu serbskich rozgrywek piłkarskich.
 ** Z powodu sytuacji epidemicznej związanej z koronawirusem COVID-19 rozgrywki sezonu 2019/2020 zostały zakończone po rozegraniu 17 kolejek.

## Sukcesy

### jako OFK Zvezdara
- 16. miejsce Prvej ligi SR Јugoslavije (1x): 2002.
- mistrzostwo Drugiej ligi SR Јugoslavije – Grupa Istok (1x): 2001 (awans do Prvej ligi SR Јugoslavije).
- wicemistrzostwo Drugiej ligi SR Јugoslavije – Grupa Istok (1x): 1998.
- wicemistrzostwo Srpskiej ligi – Grupa Beograd (III liga) (1x): 1996 (awans do Drugiej ligi SR Јugoslavije).
- wicemistrzostwo Srpskiej ligi – Grupa Sjever (III liga) (1x): 1994.
- 3. miejsce Zonskiej ligi – Grupa Beogradska (IV liga) (1x): 1993 (awans do Srpskiej ligi).

### jako FK Bulbulderac
- wicemistrzostwo Prvej Beogradskiej ligi (V liga) (1x): 2010 (awans do Zonskiej ligi).
- wicemistrzostwo Drugiej Beogradskiej ligi (VI liga) (1x): 2007 (awans do Prvej Beogradskiej ligi).

### jako FK Zvezdara
- wicemistrzostwo Srpskiej ligi – Grupa Beograd (III liga) (1x): 2020.
- wicemistrzostwo Zonskiej ligi – Grupa Beogradska (IV liga) (1x): 2018 (awans do Srpskiej ligi).